# Ilfenesh Hadera
Ilfenesh Hadera (sinh ngày 1 tháng 12 năm 1985) là một nữ diễn viên người Mỹ.

## Tuổi thơ
Ilfenesh Hadera sinh ra ở New York, Hoa Kỳ và là người dân tộc thiểu số và châu Âu. Cha của cô, Asfaha Hadera, là một người tị nạn người Ethiopia và là người sáng lập Ủy ban Dịch vụ châu Phi, nơi tìm cách hỗ trợ người nhập cư châu Phi. Mẹ cô, Kim Nicholas, là một nhà châm cứu. Hadera tốt nghiệp trường trung học âm nhạc & nghệ thuật và nghệ thuật biểu diễn Fiorello H. LaGuardia.
Hadera học diễn xuất tại Trường Nghệ thuật Harlem. Cô đã làm việc với Ủy ban Dịch vụ Châu Phi và làm phục vụ bàn trong mười năm.

## Sự nghiệp
Năm 2010, Hadera xuất hiện lần đầu diễn xuất trong bộ phim 1/20. Cô cũng đã xuất hiện trong Da Brick, The Blacklist, Oldboy, Show Me a Hero, Chi-Raq, Chicago Fire, The Punisher và She's Gotta Have It. Cô đóng chung với vai Stephanie Holden trong bộ phim Baywatch 2017 và đóng vai chính là Kay Daniels trong bộ phim truyền hình Decece. Cô có một vai diễn định kỳ trong loạt phim Showtime Billions, với tư cách là thư ký Deb Kawi của Bobby Axelrod.